# St. Katharina (Hausen)

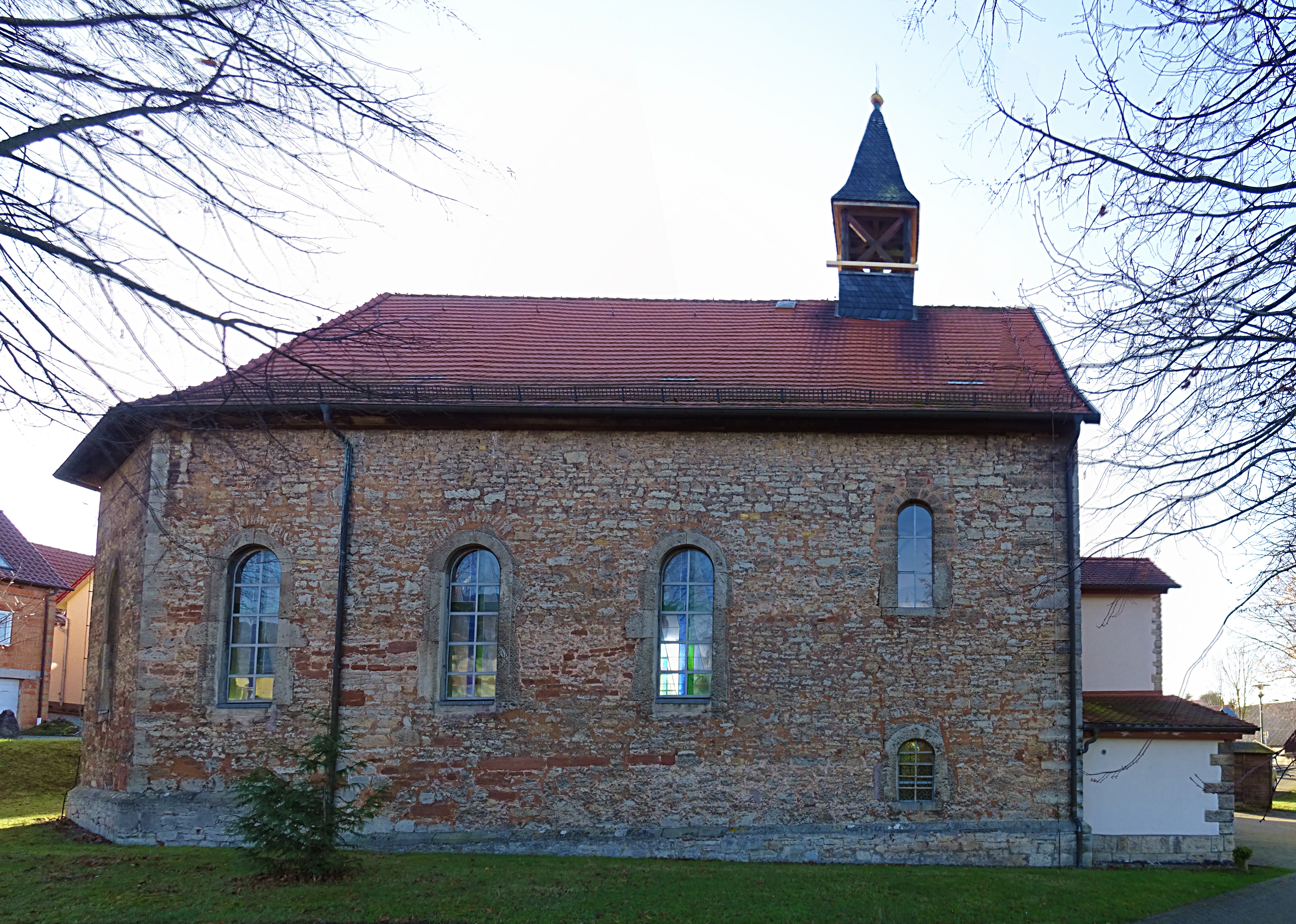
Römisch-Katholische Kirche St. Katharina in Hausen

Die römisch-katholische Filialkirche St. Katharina steht in Hausen im thüringischen Landkreis Eichsfeld. Sie ist Filialkirche der Pfarrei St. Marien Niederorschel im Dekanat Leinefelde-Worbis des Bistums Erfurt. Sie trägt das Patrozinium der heiligen Katharina von Alexandrien.

## Geschichte
Die Ersterwähnung von Hausen erfolgte 1206 durch Papst Innozenz III., der die Seelsorge des Ortes an das Zisterzienserkloster Reifenstein übertrug. Am 18. Mai 1611 wurde in Hausen ein neuer Altar, vermutlich der Vorgängerkirche, durch den Erfurter Weihbischof Cornelius Gobelius geweiht. Die Grundsteinlegung der heutigen Kirche war am 25. April 1731.
1967 bis 1968 wurde die Kirche umgestaltet und Hochaltar und Kanzel abgebrochen.

## Ausstattung

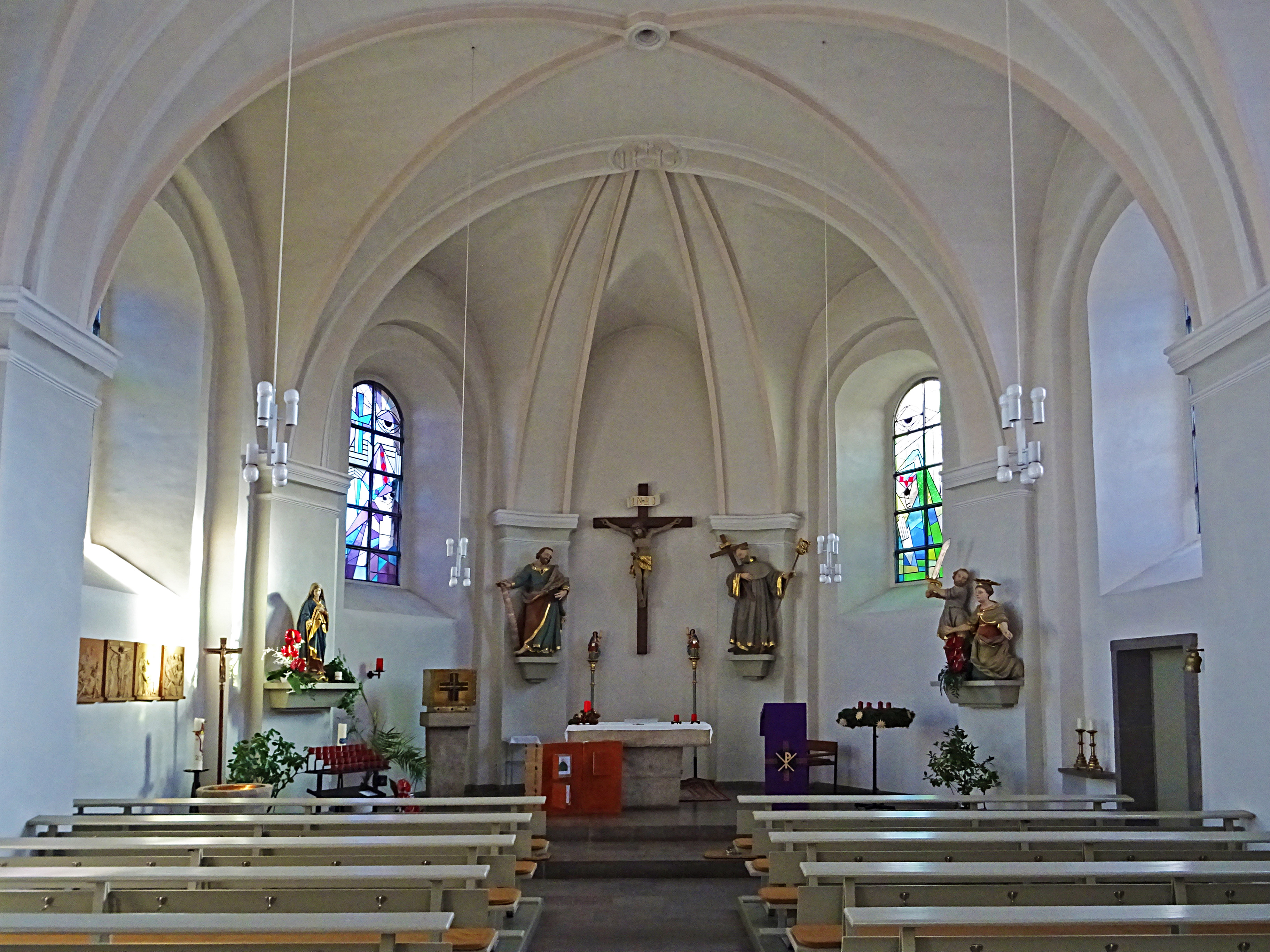
Innenansicht

- Die neuen Fenster die 1987 bis 1991 eingebaut wurden, wurden vom Hallenser Künstler Ernst Werner Schulz entworfen. Im Altarraum sind auf den Fenstern der heilige Bonifatius und die heilige Katharina dargestellt.
- Im Altarraum stehen lebensgroße Figuren des Apostels Simon, des heiligen Bernhard von Clairveaux und der Enthauptung der Katharina von Alexandrien.[2]

## Orgel

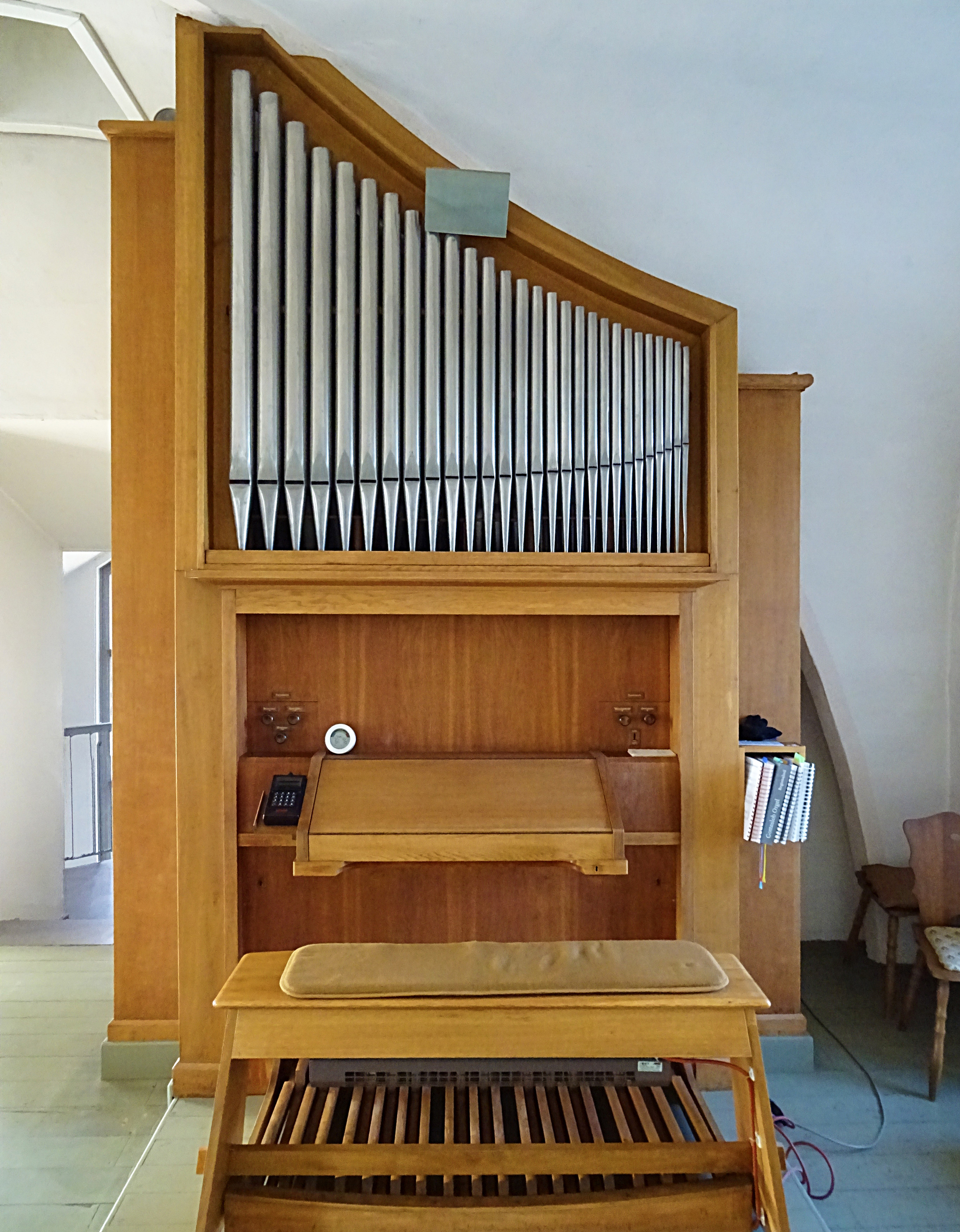
Jehmlich-Orgel

Seit 1995 steht in der Kirche eine Orgel der Firma Jehmlich von 1958; sie wurde durch den Orgelbauer Karl Brode aus dem Magdeburger Roncallihaus in die Hausener Kirche umgesetzt. Die Orgel hat 5 Register auf zwei Manualen und Pedal.